# تجربة الحياة الدولية
تجربة الحياة الدولية ، EIL، أو التجربة، هو برنامج عالمي يركز على التبادل الثقافي الدولي، تبادل اللغة، الفنون، خدمة المجتمع، والمغامرة البيئية، الطهي، وبرامج الاستكشاف الإقليمية والثقافية الدوليه، يوفر البرنامج أماكن اقامه للطلبه مع عائلات اجنبيه مضيفه. ويتولى إدارتها تعليم العالم، وهي منظمة دولية غير ربحية تركز على التنمية الدولية، والتعليم، وبرامج التبادل، مقرها في براتلبورو،فيرمونت، الولايات المتحدة الأمريكية.

## تاريخ إنشاء البرنامج
بدأت تجربة الحياة الدولية (EIL) في عام 1932. «المجربون» وضعوا في منازل العائلات المضيفة لتعزيز التبادل الثقافي و / أو جوانب دراسة اللغة في البرنامج.
بعد الحرب العالمية الثانية ساعدت التجربة مع أعضاء مجلس الطلاب على السفر عندما كانت تؤدي رحلات التعليم على سلسلة من السفن الحربية التي توقفت عن العمل.

## مهمتها
تجربة الحياة الدوليه تهتم بالاتي:
1. تعزيز السلام من خلال التفاهم والتواصل والتعاون.
2. لتبادل الخبرات واللغات والعادات مع تلك من تقاليد مختلفة، مع أهداف توسيع آفاق، وكسب اصدقاء مدى الحياة، ودفع عملية السلام."

## روابط خارجية
- experimentinternational.org, US Official Website
- experiment.org, Federation EIL
- worldlearning.org, World Learning
- eilireland.org, EIL Intercultural Learning
- rehrig.net/eil Alumni site for EIL/CBIV (Experiment in Living, Congress-Bundestag IV), 1987-1988, administered by alumnus Paul Rehrig
- Volunteer Abroad